# Neeraj Kayal
Neeraj Kayal (em hindi:  नीरज कयाल; Guwahati, ) é um cientista da computação indiano.

## Educação
Kayal graduou-se com um B.Tech no Departamento de Ciência da Computação do Indian Institute of Technology Kanpur (IITK) em 2002. Neste mesmo ano ele, Manindra Agrawal e Nitin Saxena propuseram o teste de primalidade AKS, que atraiu atenção mundial, incluindo um artigo no The New York Times.
Kayal obteve um doutorado em ciência da computação teórica no Departamento de Ciência da Computação e Engenharia do Indian Institute of Technology, Kanpur. Realizou pós-doutorado no Instituto de Estudos Avançados de Princeton e na Universidade Rutgers. Desde 2008 trabalha como pesquisador no Microsoft Research Lab Índia.
Foi palestrante convidado do Congresso Internacional de Matemáticos no Rio de Janeiro (2018: The quest for a polynomial that is hard to compute).

## Prêmios
Recebeu o Prêmio Gödel e o Prêmio Fulkerson juntamente com seus colegas do teste de primalidade AKS.